# 小行星8838
小行星8838（英語：8838）是一颗围绕太阳公转的小行星。1989年10月29日，T. Hioki、川里信弘在奥多摩町发现了此天体。
这颗小行星的绝对星等为306.0525195292471等。